# Championnats de Hongrie de tennis de table
Le Championnat de Hongrie de tennis de table est une compétition organisée tous les ans par la Fédération hongroise de tennis de table pour les joueurs de tennis de table hongrois, dont les vainqueurs remportent le titre de champion de Hongrie.

## Championnats individuels

### Historique
Le premier championnat de Hongrie a eu lieu en 1905, alors qu'il n'était qu'une compétition individuelle masculine. En 1929, en 1913 et 1924, et en 1945, aucun championnat n'a été organisé en double masculin en 1910, en double mixte entre 2010 et 2012, et en 2021, il n'y a pas eu de championnat. Depuis 1925, l'Association hongroise de tennis de table est alors constituée.
La plupart du temps, le championnat a eu lieu à Budapest, le National Sports Hall (33 fois) et l'Ormai L'Szlô Hall (20 fois) étaient les lieux les plus courants. Le championnat a eu lieu pour la première fois en 1938, lorsque Cegléd était le lieu. Plus tard, des championnats ont eu lieu à plusieurs reprises dans la campagne, principalement Miskolc, Szolnok et Celld'm'lk (3-3 fois) étaient les hôtes.
L'ancienne pilote de pays a gagné en 1931, lorsque Magda Gol (Eperm EAC) a terminé première en double féminin. Gizella Farkas (Miskolci Ela), en simple masculin Tibor Harangozô (Szabadkai ATC), est devenue championne en simple féminine en 1940.
Les concurrents étrangers ont également participé à plusieurs reprises, mais seul l'Autrichien Achienne Eduard Freudenheim a remporté le titre en double masculin en 1926, la Roueuse Angelica Rozeanu (Adelstein) en 1938 en simple féminin, puis en 1954 en simple et en double féminin, et Gertrude Pritzi d'Autriche en double féminin en double féminin en 1947. 

### Bilan des compétitions
Tibor Klampor et Istvan Junyer ont remporté le plus grand nombre de championnats pour hommes, avec un total de 25 à 25 (excellent 9 fois en simple, 11 fois en double et 5 fois en double mixte, ce dernier 6 fois en simple, 11 fois en double et 8 m en double), après eux Ferenc Sidô avec 24 championnats (5 fois en simple, 10 fois en double et 9 fois en double). Gizella Farkas a remporté le plus pour les femmes, 42 au total (14 fois en simple, 15 fois en double et 13 fois en simple), suivie par Éva Koczion avec 21 titres (6 fois en simple, 6 fois en double et 9m en double), et troisième en Ana Sipos avec 19-5 en simple, 8 fois en double et 9 fois en simple. Il remporte en singles masculins, Tibor Klampôr et Istvon Jonnyer (11-11 fois en double masculin), Gizella Farkas (14 fois en singles féminins), Gizella Farkas (mots de Farkas Gizella1re) en double féminin (13 fois).
Parmi les clubs, les clubs ont remporté le titre le plus grand nombre de championnats, un total de 82 (31 femmes en simple, 28 doubles pour femmes, 23 millions de medley), suivis par Bp. Spartacus avec 53 championnats (16 hommes en simple, 21 doubles masculins, 16 doubles mixtes) et troisième en Bp. Red Meteor avec 50 (2 hommes en simple, 10 célibataires pour femmes, 11 doubles hommes, 14 doubles féminins, 13 doubles medley). Bp individuel des hommes. Spartacus (16 fois), mâle double Bp. Spartacus (21 fois), le Statistique Petafi SC (31 fois), en double de statistique Petafi SC (28 fois), en double mixte le plus, le Statistics Petafi SC (23 fois) a remporté en simple. 

### Déroulement
Le championnat a lieu en deux jours. Les compétitions masculines et féminines se dérouleront en phase de groupe dans une phase de groupe, tandis que les doubles événements et le tirage au sort principal unique seront maintenus dans un système d'élimination. 

### Palmarès
| Année          | Simple messieurs                             | Simple dames                               | Double messieurs                                                           | Double dames                                                                       | Double mixte                                                                         |
| -------------- | -------------------------------------------- | ------------------------------------------ | -------------------------------------------------------------------------- | ---------------------------------------------------------------------------------- | ------------------------------------------------------------------------------------ |
| 1905           | Redlich Béla (MAFC)                          |                                            |                                                                            |                                                                                    |                                                                                      |
| 1906           | Tolnay József (MAFC)                         |                                            |                                                                            |                                                                                    |                                                                                      |
| 1907           | László Albert (MAFC)                         |                                            |                                                                            |                                                                                    |                                                                                      |
| 1908           | László Albert (MAFC)                         |                                            |                                                                            |                                                                                    |                                                                                      |
| 1909           | Jacobi Roland (ZRY)                          |                                            | Biró Gyula–Balassa Loránd (ZRY)                                            |                                                                                    |                                                                                      |
| 1910           | Jacobi Roland (MTK)                          |                                            |                                                                            |                                                                                    |                                                                                      |
| 1911           | Mechlovits Ármin (MTK)                       |                                            | Jacobi Roland–Mechlovits Ármin (MTK)                                       |                                                                                    |                                                                                      |
| 1912           | Pécsi Dániel (MTK)                           |                                            | Székely Zoltán–Nádasi Gusztáv (MTK)                                        |                                                                                    |                                                                                      |
| 1913           | —                                            |                                            |                                                                            |                                                                                    |                                                                                      |
| 1914           | —                                            |                                            |                                                                            |                                                                                    |                                                                                      |
| 1915           | —                                            |                                            |                                                                            |                                                                                    |                                                                                      |
| 1916           | —                                            |                                            |                                                                            |                                                                                    |                                                                                      |
| 1917           | —                                            |                                            |                                                                            |                                                                                    |                                                                                      |
| 1918           | —                                            |                                            |                                                                            |                                                                                    |                                                                                      |
| 1919           | —                                            |                                            |                                                                            |                                                                                    |                                                                                      |
| 1920           | —                                            |                                            |                                                                            |                                                                                    |                                                                                      |
| 1921           | —                                            |                                            |                                                                            |                                                                                    |                                                                                      |
| 1922           | —                                            |                                            |                                                                            |                                                                                    |                                                                                      |
| 1923           | —                                            |                                            |                                                                            |                                                                                    |                                                                                      |
| 1924           | —                                            |                                            |                                                                            |                                                                                    |                                                                                      |
| 1925           | Mechlovits Zoltán (MTK)                      | Kornfeld Mária (egyesületen kívüli)        | Mechlovits Zoltán–dr. Pécsi Dániel (MTK)                                   |                                                                                    | dr. Jacobi Roland–Wollemann Istvánné (BBTE)                                          |
| 1926           | Mechlovits Zoltán (MTK)                      | Sipos Anna (Nemzeti SC)                    | Mechlovits Zoltán (MTK)–Eduard Freudenheim (Wiener AC )                    |                                                                                    | Mechlovits Zoltán–Friedmann Lili (MTK)                                               |
| 1927           | Glancz Sándor (Nemzeti SC)                   | Sipos Anna (Nemzeti SC)                    | Bellák László–Glancz Sándor (Nemzeti SC)                                   |                                                                                    | Bellák László–Sipos Anna (Nemzeti SC)                                                |
| 1928           | Mechlovits Zoltán (MTK)                      | Klucsikné Mednyánszky Mária (MTK)          | Mechlovits Zoltán–dr. Pécsi Dániel (MTK)                                   |                                                                                    | Mechlovits Zoltán–Klucsikné Mednyánszky Mária (MTK)                                  |
| 1929           | Szabados Miklós (MTK)                        | Klucsikné Mednyánszky Mária (MTK)          | Barna Viktor (KISOK)–Szabados Miklós (MTK)                                 | Klucsikné Mednyánszky Mária (MTK)–Sipos Anna (BSE)                                 | Szabados Miklós–Klucsikné Mednyánszky Mária (MTK)                                    |
| 1930           | Viktor Barna (MTK)                           | Klucsikné Mednyánszky Mária (MTK)          | Barna Viktor–Szabados Miklós (MTK)                                         | Klucsikné Mednyánszky Mária (MTK)–Sipos Anna (BSE)                                 | Barna Viktor (MTK)–Sipos Anna (BSE)                                                  |
| 1931           | Szabados Miklós (MTK)                        | Sipos Anna (BSE)                           | Barna Viktor–Szabados Miklós (MTK)                                         | Sipos Anna (BSE)–Gál Magda (Kitartás EAC)                                          | Barna Viktor (MTK)–Sipos Anna (BSE)                                                  |
| 1932           | Viktor Barna (MTK)                           | Klucsikné Mednyánszky Mária (MTK)          | Barna Viktor–Szabados Miklós (MTK)                                         | Klucsikné Mednyánszky Mária (MTK)–Sipos Anna (BSE)                                 | Barna Viktor (MTK)–Sipos Anna (BSE)                                                  |
| 1933           | Dávid Lajos (BSE)                            | Klucsikné Mednyánszky Mária (MTK)          | Boros István–Nyitray Béla (MTK)                                            | Klucsikné Mednyánszky Mária (MTK)–Sipos Anna (BSE)                                 | Boros István–Klucsikné Mednyánszky Mária (MTK)                                       |
| 1934           | Szabados Miklós (Duna SC)                    | Klucsikné Mednyánszky Mária (MTK)          | Szabados Miklós–Házi Tibor (Duna SC)                                       | Klucsikné Mednyánszky Mária (MTK)–Gál Magda (Duna SC)                              | Szabados Miklós (Duna SC)–Klucsikné Mednyánszky Mária (MTK)                          |
| 1935           | Házi Tibor (Duna SC)                         | Sipos Anna (Pénzintézeti SL)               | Szabados Miklós–Házi Tibor (Duna SC)                                       | Sipos Anna (Pénzintézeti SL)–Gál Magda (Duna SC)                                   | Szabados Miklós (Duna SC)–Sipos Anna (Pénzintézeti SL)                               |
| 1936           | Szabados Miklós (Duna SC)                    | Király Ilona (Ferencvárosi TC)             | Szabados Miklós (Duna SC)–Bellák László (Ferencvárosi TC)                  | Klucsikné Mednyánszky Mária (MTK)–Gál Magda (Duna SC)                              | Bellák László–Ferenczy Ida (Ferencvárosi TC)                                         |
| 1937           | Gárdos György (VAC)                          | Gál Magda (Duna SC)                        | Benkő Károly–Schmiedl Jenő (VAC)                                           | Beregi Dóra (VAC)–Gál Magda (Duna SC)                                              | Földi Ernő (Duna SC)–Beregi Dóra (VAC)                                               |
| 1938           | Viktor Barna (Duna SC)                       | Angelica Adelstein (Aurora București )     | Barna Viktor–Boros István (Duna SC)                                        | Beregi Dóra (VAC)–Ferenczy Ida (Duna SC)                                           | Barna Viktor (Duna SC)–Beregi Dóra (VAC)                                             |
| 1939           | Schmiedl Jenő (Újpesti TE)                   | dr. Biróné Sipos Anna (Pénzintézeti SL)    | Soós Ferenc–Schmiedl Jenő (Újpesti TE)                                     | Klucsikné Mednyánszky Mária (MTK)–dr. Biróné Sipos Anna (Pénzintézeti SL)          | Schmiedl Jenő (Újpesti TE)–dr. Biróné Sipos Anna (Pénzintézeti SL)                   |
| 1940           | Barna Tibor (Duna SC)                        | Farkas Gizella (Miskolci Előre)            | Soós Ferenc–Schmiedl Jenő (Újpesti TE)                                     | Farkas Gizella (Miskolci Előre)–Sipos Anna (Pénzintézeti SL)                       | Farkas József (Miskolci LE)–Farkas Gizella (Miskolci Előre)                          |
| 1941           | Soós Ferenc (Weiss Manfréd TK)               | Farkas Gizella (Diósgyőri MÁVAG)           | Schmiedl Jenő (Újpesti TE)–Farkas József (Diósgyőri MÁVAG)                 | Aranyi Ottilia (Ceglédi MOVE)–Ábrahám Piroska (MOVE Széchenyi TE)                  | Sidó Ferenc (Weiss Manfréd TK)–Kolozsvári Sára (Kolozsvári KASE)                     |
| 1942           | Harangozó Tibor (Szabadkai ATC)              | Farkas Gizella (Diósgyőri MÁVAG)           | Harangozó Tibor–Harangozó Vilmos (Szabadkai ATC)                           | Farkas Gizella (Diósgyőri MÁVAG)–Kolozsvári Sára (Kolozsvári KASE)                 | Sidó Ferenc (Diósgyőri MÁVAG)–Kolozsvári Sára (Kolozsvári KASE)                      |
| 1943           | nem hirdettek győztest                       | Farkas Gizella (Diósgyőri MÁVAG)           | Soós Ferenc–Till Károly (Weiss Manfréd TK)                                 | Farkas Gizella (Diósgyőri MÁVAG)–Kolozsvári Sára (Kolozsvári Postás)               | Farkas József–Farkas Gizella (Diósgyőri MÁVAG)                                       |
| 1944           | Harangozó Tibor (Szabadkai ATC)              | Farkas Gizella (Diósgyőri MÁVAG)           | Soós Ferenc (Weiss Manfréd TK)–Harangozó Tibor (Szabadkai ATC)             | Farkas Gizella (Diósgyőri MÁVAG)–Király Ilona (Győri ETO)                          | Sidó Ferenc–Farkas Gizella (Diósgyőri MÁVAG)                                         |
| 1945           | —                                            | —                                          | —                                                                          | —                                                                                  | —                                                                                    |
| 1946           | Soós Ferenc (Mezőkémia SE)                   | Farkas Gizella (Miskolci MTE)              | Sidó Ferenc (egyesületen kívüli)–Soós Ferenc (Mezőkémia SE)                | Farkas Gizella (Miskolci MTE)–Ferenczy Ida (Mezőkémia SE)                          | Farkas József–Farkas Gizella (Miskolci MTE)                                          |
| 1947           | Sidó Ferenc (Duna SC)                        | Farkas Gizella (egyesületen kívüli)        | Sidó Ferenc (Duna SC)–Soós Ferenc (Mezőkémia SE)                           | Farkas Gizella (egyesületen kívüli)–Gertrude Pritzi (Austria Wien )                | Soós Ferenc (Mezőkémia SE)–Farkas Gizella (egyesületen kívüli)                       |
| 1948           | Sidó Ferenc (Mezőkémia SE)                   | Farkas Gizella (Elektromos MSE)            | Sidó Ferenc–Soós Ferenc (Mezőkémia SE)                                     | Farkas Gizella–Király Ilona (Elektromos MSE)                                       | Soós Ferenc (Mezőkémia SE)–Farkas Gizella (Elektromos MSE)                           |
| 1949           | Kóczián József (Elida SC)                    | Farkas Gizella (Elektromos MSE)            | Sidó Ferenc (Mezőkémia SE)–Kóczián József (Elida SC)                       | Farkas Gizella–Király Ilona (Elektromos MSE)                                       | Sidó Ferenc (Mezőkémia SE)–Farkas Gizella (Elektromos MSE)                           |
| 1950           | Kóczián József (BSE)                         | Farkas Gizella (Bp. Vörös Meteor)          | Sidó Ferenc–Soós Ferenc (Központi Lombik)                                  | Farkas Gizella–Farkas Anna (Bp. Vörös Meteor)                                      | Sidó Ferenc (Központi Lombik)–Farkas Gizella (Bp. Vörös Meteor)                      |
| 1951           | Sidó Ferenc (Bp. Honvéd)                     | Gervainé Farkas Gizella (Bp. Vörös Meteor) | Sidó Ferenc (Bp. Honvéd)–Kóczián József (Bp. Dózsa)                        | Gervainé Farkas Gizella–Király Ilona (Bp. Vörös Meteor)                            | Sidó Ferenc (Bp. Honvéd)–Gervainé Farkas Gizella (Bp. Vörös Meteor)                  |
| 1952           | Kóczián József (Dózsa SE)                    | Gervainé Farkas Gizella (SZOT)             | Kóczián József–Halász János (Dózsa SE)                                     | Gervainé Farkas Gizella–Király Ilona (SZOT)                                        | Farkas József–Gervainé Farkas Gizella (SZOT)                                         |
| 1953           | Sidó Ferenc (Munkaerőtartalékok SE)          | Gervainé Farkas Gizella (Bp. Vörös Meteor) | Sidó Ferenc (Munkaerőtartalékok SE)–Kóczián József (Bp. Dózsa)             | Gervainé Farkas Gizella (Bp. Vörös Meteor)–Almási Ágnes (Vasas MÁVAG)              | Kóczián József (Bp. Dózsa)–Gervainé Farkas Gizella (Bp. Vörös Meteor)                |
| 1954           | Sidó Ferenc (Bp. Vörös Meteor)               | Angelica Rozeanu (Progresul București )    | Antal Lajos–Morvay Lajos (Kaposvári Vörös Meteor)                          | Gervainé Farkas Gizella (Bp. Vörös Meteor)–Angelica Rozeanu (Progresul București ) | Kóczián József (IX. ker. Lendület)–Kóczián Éva (Vasas MÁVAG)                         |
| 1955           | Kóczián József (Bp. Petőfi)                  | Kóczián Éva (Bp. Vasas)                    | Sidó Ferenc (Bp. Vörös Meteor)–Kóczián József (Bp. Petőfi)                 | Jávor Károlyné (Bp. Vasas)–Sági Edit (Bp. Kinizsi)                                 | Szepesi Kálmán (Bp. Vörös Meteor)–Kóczián Éva (Bp. Vasas)                            |
| 1956           | Gyetvai Elemér (Bp. Spartacus)               | Farkas Gizella (Bp. Vörös Meteor)          | Gyetvai Elemér (Bp. Spartacus)–Szepesi Kálmán (Bp. Vörös Meteor)           | Kerekes Imréné–Jávor Károlyné (Bp. Vörös Meteor)                                   | Sidó Ferenc–Farkas Gizella (Bp. Vörös Meteor)                                        |
| 1957           | Gyetvai Elemér (Egyetértés SC)               | Kerekes Imréné (Bp. Vörös Meteor)          | Gyetvai Elemér–Csender Jenő (Egyetértés SC)                                | Kóczián Éva (Bp. Vörös Meteor)–Mossóczy Lívia (Ferencvárosi TC)                    | Berczik Zoltán (Vasútépítő Törekvés)–Lantosné Farkas Gizella (Bp. Vörös Meteor)      |
| 1958           | Gyetvai Elemér (Egyetértés SC)               | Kóczián Éva (Bp. Vörös Meteor)             | Földy László (Bp. Vörös Meteor)–Bubonyi Zoltán (Vasútépítő Törekvés)       | Lantosné Farkas Gizella–Kerekes Imréné (Bp. Vörös Meteor)                          | Sidó Ferenc–Kóczián Éva (Bp. Vörös Meteor)                                           |
| 1959           | Berczik Zoltán (Vasútépítő Törekvés)         | Kóczián Éva (Bp. Vörös Meteor)             | Földy László (Bp. Vörös Meteor)–Berczik Zoltán (Vasútépítő Törekvés)       | Kóczián Éva (Bp. Vörös Meteor)–Mossóczy Lívia (Ferencvárosi TC)                    | Földy László–Kóczián Éva (Bp. Vörös Meteor)                                          |
| 1960           | Berczik Zoltán (Vasútépítő Törekvés)         | Máthé Sára (Ferencvárosi TC)               | Sidó Ferenc (Bp. Vörös Meteor)–Berczik Zoltán (Vasútépítő Törekvés)        | Lantosné Farkas Gizella–Kerekes Imréné (Bp. Vörös Meteor)                          | Berczik Zoltán (Vasútépítő Törekvés)–Kóczián Éva (Bp. Vörös Meteor)                  |
| 1961           | Berczik Zoltán (Vasútépítő Törekvés)         | Földyné Kóczián Éva (Bp. Vörös Meteor)     | Sidó Ferenc (Bp. Vörös Meteor)–Berczik Zoltán (Vasútépítő Törekvés)        | Földyné Kóczián Éva (Bp. Vörös Meteor)–Lukács Attiláné (Ferencvárosi TC)           | Sidó Ferenc–Földyné Kóczián Éva (Bp. Vörös Meteor)                                   |
| 1962           | Berczik Zoltán (Vasútépítő Törekvés)         | Lukács Attiláné (Földgép SK)               | Berczik Zoltán (Vasútépítő Törekvés)–dr. Péterfy Miklós (Bp. Vörös Meteor) | Kerekes Imréné (Bp. Vörös Meteor)–Heirits Erzsébet (Ferencvárosi TC)               | dr. Péterfy Miklós–Földyné Kóczián Éva (Bp. Vörös Meteor)                            |
| 1963           | Berczik Zoltán (Vasútépítő Törekvés)         | Földyné Kóczián Éva (Bp. Vörös Meteor)     | Berczik Zoltán (Vasútépítő Törekvés)–Faházi János (Bp. Vörös Meteor)       | Földyné Kóczián Éva (Bp. Vörös Meteor)–Heirits Erzsébet (Ferencvárosi TC)          | Faházi János–Földyné Kóczián Éva (Bp. Vörös Meteor)                                  |
| 1964           | Berczik Zoltán (Vasútépítő Törekvés)         | Lukács Attiláné (Földgép SK)               | Faházi János (Bp. Vörös Meteor)–Pigniczki László (Bp. Spartacus)           | Földyné Kóczián Éva (Bp. Vörös Meteor)–Lukács Attiláné (Földgép SK)                | Rózsás Péter (Vasútépítő Törekvés)–Lukács Attiláné (Földgép SK)                      |
| 1965           | Pigniczki László (Bp. Spartacus)             | Lukács Attiláné (31. sz. Építők)           | Harcsár István (VM Közért)–Harangi Sándor (Bp. Vörös Meteor)               | Földyné Kóczián Éva (Bp. Vörös Meteor)–Jurikné Heirits Erzsébet (Ferencvárosi TC)  | Harcsár István (VM Közért)–Lukács Attiláné (31. sz. Építők)                          |
| 1966           | Harangi Sándor (Bp. Vörös Meteor)            | Lukács Attiláné (31. sz. Építők)           | Harangi Sándor (Bp. Vörös Meteor)–Rózsás Péter (BVSC)                      | Lukács Attiláné–Faludi Júlia (31. sz. Építők)                                      | Rózsás Péter (BVSC)–Lukács Attiláné (31. sz. Építők)                                 |
| 1967           | Rózsás Péter (BVSC)                          | Kóczián Éva (Bp. Vörös Meteor)             | Berczik Zoltán (BVSC)–Jónyer István (Diósgyőri VTK)                        | Lukács Attiláné (31. sz. Építők)–Kisházi Beatrix (Statisztika Petőfi SC)           | Rózsás Péter (BVSC)–Lukács Attiláné (31. sz. Építők)                                 |
| 1968           | Jónyer István (Diósgyőri VTK)                | Kisházi Beatrix (Statisztika Petőfi SC)    | Papp József–Volentics Lajos (Aknamélyítő Bányász)                          | Jurikné Heirits Erzsébet (Ferencvárosi TC)–Kisházi Beatrix (Statisztika Petőfi SC) | Jónyer István (Diósgyőri VTK)–Kóczián Éva (Bp. Vörös Meteor)                         |
| 1969           | Tibor Klampár (Bp. Postás)                   | Papp Angéla (Statisztika Petőfi SC)        | Tibor Klampár (Bp. Postás)–Tímár Ferenc (Bp. Spartacus)                    | Juhos Eszter (Statisztika Petőfi SC)–Magos Judit (KSI)                             | Jónyer István (Diósgyőri VTK)–Kisházi Beatrix (Statisztika Petőfi SC)                |
| 1970           | Jónyer István (Bp. Spartacus)                | Kisházi Beatrix (Statisztika Petőfi SC)    | Tibor Klampár (Bp. Postás)–Jónyer István (Bp. Spartacus)                   | Kisházi Beatrix–Papp Angéla (Statisztika Petőfi SC)                                | Jónyer István (Bp. Spartacus)–Papp Angéla (Statisztika Petőfi SC)                    |
| 1971           | Beleznay Mátyás (VM Közért)                  | Magos Judit (Statisztika Petőfi SC)        | Tibor Klampár (Bp. Postás)–Jónyer István (Bp. Spartacus)                   | Magos Judit–Lotaller Henriette (Statisztika Petőfi SC)                             | Jónyer István (Bp. Spartacus)–Magos Judit (Statisztika Petőfi SC)                    |
| 1972           | Tibor Klampár (Postás SE) (2)                | Magos Judit (Statisztika Petőfi SC)        | Tibor Klampár (Postás SE)–Jónyer István (Bp. Spartacus)                    | Magos Judit–Lotaller Henriette (Statisztika Petőfi SC)                             | Jónyer István (Bp. Spartacus)–Magos Judit (Statisztika Petőfi SC)                    |
| 1973           | Tibor Klampár (Postás SE) (3)                | Lotaller Henriette (Statisztika Petőfi SC) | Tibor Klampár (Postás SE)–Jónyer István (Bp. Spartacus)                    | Molnár Anna (Miskolci Építők MTE)–Szendy Katalin (Ferencvárosi TC)                 | Tibor Klampár (Postás SE)–Molnár Anna (Miskolci Építők MTE)                          |
| 1974           | Jónyer István (Bp. Spartacus)                | Lotaller Henriette (Statisztika Petőfi SC) | Tibor Klampár (Postás SE)–Jónyer István (Bp. Spartacus)                    | Magos Judit–Lotaller Henriette (Statisztika Petőfi SC)                             | Jónyer István (Bp. Spartacus)–Magos Judit (Statisztika Petőfi SC)                    |
| 1975           | Jónyer István (Bp. Spartacus)                | Kisházi Beatrix (Statisztika Petőfi SC)    | Jónyer István (Bp. Spartacus)–Gergely Gábor (BVSC)                         | Magos Judit–Lotaller Henriette (Statisztika Petőfi SC)                             | Jónyer István (Bp. Spartacus)–Magos Judit (Statisztika Petőfi SC)                    |
| 1976           | Klampár Tibor (Bp. Spartacus)                | Lotaller Henriette (Statisztika Petőfi SC) | Tibor Klampár–Papp József (Bp. Spartacus)                                  | Molnár Anna–Csík Márta (31. sz. Építők)                                            | Takács János (Honvéd Szondi SE)–Vasvári Nicolette (Statisztika Petőfi SC)            |
| 1977           | Jónyer István (Bp. Spartacus)                | Kisházi Beatrix (Statisztika Petőfi SC)    | Tibor Klampár–Jónyer István (Bp. Spartacus)                                | Magos Judit–Szabó Gabriella (Statisztika Petőfi SC)                                | Tibor Klampár (Bp. Spartacus)–Szabó Gabriella (Statisztika Petőfi SC)                |
| 1978           | Jónyer István (Bp. Spartacus)                | Oláh Zsuzsa (Statisztika Petőfi SC)        | Tibor Klampár–Jónyer István (Bp. Spartacus)                                | Csík Márta (31. sz. Építők)–Oláh Zsuzsa (Statisztika Petőfi SC)                    | Tibor Klampár (Bp. Spartacus)–Szabó Gabriella (Statisztika Petőfi SC)                |
| 1979           | Tibor Klampár (Bp. Spartacus) (4)            | Oláh Zsuzsa (Statisztika Petőfi SC)        | Tibor Klampár–Jónyer István (Bp. Spartacus)                                | Balogh Ilona–Bolvári Ildikó (Tolnai Vörös Lobogó)                                  | Tibor Klampár (Bp. Spartacus)–Urbán Edit (BSE)                                       |
| 1980           | Frank Béla (BVSC)                            | Oláh Zsuzsa (Statisztika Petőfi SC)        | Kriston Zsolt (Bp. Spartacus)–Takács János (BVSC)                          | Balogh Ilona–Bolvári Ildikó (Tolnai Vörös Lobogó)                                  | Tibor Klampár (Bp. Spartacus)–Magos Judit (Statisztika Petőfi SC)                    |
| 1981           | Tibor Klampár (Bp. Spartacus) (5)            | Urbán Edit (BSE)                           | Kriston Zsolt (Bp. Spartacus)–Takács János (BVSC)                          | Balogh Ilona–Bolvári Ildikó (Tolnai Vörös Lobogó)                                  | Kriston Zsolt (Bp. Spartacus)–Urbán Edit (BSE)                                       |
| 1982           | Tibor Klampár (Bp. Spartacus) (6)            | Oláh Zsuzsa (Statisztika Petőfi SC)        | Jónyer István (Bp. Spartacus)–Gergely Gábor (BVSC)                         | Balogh Ilona–Bolvári Ildikó (Tolnai Vörös Lobogó)                                  | Jónyer István (Bp. Spartacus)–Szabó Gabriella (Statisztika Petőfi SC)                |
| 1983           | Tibor Klampár (Bp. Spartacus) (7)            | Oláh Zsuzsa (Statisztika Petőfi SC)        | Kriston Zsolt–Molnár János (Bp. Spartacus)                                 | Balogh Ilona–Bolvári Ildikó (Tolnai Vörös Lobogó)                                  | Kriston Zsolt (Bp. Spartacus)–Oláh Zsuzsa (Statisztika Petőfi SC)                    |
| 1984           | Zsolt Kriston (Bp. Spartacus)                | Oláh Zsuzsa (Statisztika Petőfi SC)        | Tibor Klampár–Kriston Zsolt (Bp. Spartacus)                                | Böhm Gabriella–Gál Krisztina (Statisztika Petőfi SC)                               | Molnár János (Bp. Spartacus)–Oláh Zsuzsa (Statisztika Petőfi SC)                     |
| 1985           | Tibor Klampár (Bp. Spartacus) (8)            | Oláh Zsuzsa (Statisztika Petőfi SC)        | Molnár János–Simon Ferenc (Bp. Spartacus)                                  | Bátorfi Csilla (BSE)–Oláh Zsuzsa (Statisztika Petőfi SC)                           | Molnár János (Bp. Spartacus)–Oláh Zsuzsa (Statisztika Petőfi SC)                     |
| 1986           | Zsolt Kriston (Bp. Spartacus)                | Oláh Zsuzsa (Statisztika Petőfi SC)        | Káposztás Zoltán–Molnár János (Bp. Spartacus)                              | Fazekas Györgyi–Nagy Krisztina (Statisztika Petőfi SC)                             | Takács János (BVSC)–Urbán Edit (BSE)                                                 |
| 1987           | Zsolt Kriston (Bp. Spartacus)                | Káhn Szilvia (Statisztika Petőfi SC)       | Harczi Zsolt (Ceglédi VSE)–Kriston Zsolt (Bp. Spartacus)                   | Balogh Ilona–Bolvári Ildikó (Tolnai Vörös Lobogó)                                  | Kriston Zsolt (Bp. Spartacus)–Káhn Szilvia (Statisztika Petőfi SC)                   |
| 1988           | Harczi Zsolt (Ceglédi VSE)                   | Oláh Zsuzsa (Statisztika Petőfi SC)        | Németh Károly–Varga Sándor (Postás SE)                                     | Bátorfi Csilla–Urbán Edit (BSE)                                                    | Kriston Zsolt (Bp. Spartacus)–Káhn Szilvia (Statisztika Petőfi SC)                   |
| 1989           | Németh Károly (Postás SE)                    | Urbán Edit (BSE)                           | Szosznyák Attila–Aranyosi Péter (Ganz-MÁVAG VSE)                           | Bátorfi Csilla–Urbán Edit (BSE)                                                    | Vitsek Iván (BVSC)–Urbán Edit (BSE)                                                  |
| 1990           | Harczi Zsolt (Ceglédi VSE)                   | Bátorfi Csilla (BSE)                       | Somosi Miklós–Turbók Attila (BVSC)                                         | Káhn Szilvia (BSE)–Karádi Krisztina (Erzsébeti ATSE)                               | Frank Béla (Kaposplast SC)–Pidl Zita (Fővárosi Vízművek SK)                          |
| 1991           | Németh Károly (Postás SE)                    | Wirth Gabriella (Statisztika Petőfi SC)    | Somosi Miklós–Turbók Attila (BVSC)                                         | Wirth Veronika–Nagy Krisztina (Statisztika Petőfi SC)                              | Varga Sándor (Kiskunfélegyházi Lenin TSZ SK)–Wirth Gabriella (Statisztika Petőfi SC) |
| 1992           | Vitsek Iván (Kiskunfélegyházi Zöldmező SZSE) | Bátorfi Csilla (Interagent Kikinda )       | Somosi Miklós (Békéscsabai Konzerv SE)–Turbók Attila (Postás SE)           | Bátorfi Csilla (Interagent Kikinda )–Wirth Gabriella (Statisztika Petőfi SC)       | Vitsek Iván (Kiskunfélegyházi Zöldmező SZSE)–Braun Éva (BSE)                         |
| 1993           | Németh Károly (Postás SE)                    | Bátorfi Csilla (FC Langweid )              | Varga Sándor–Szosznyák Attila (Kiskunfélegyházi Zöldmező SZSE)             | Bátorfi Csilla (FC Langweid )–Braun Éva (BSE)                                      | Bátorfi Zoltán (Postás SE)–Bátorfi Csilla (FC Langweid )                             |
| 1994           | Zsolt Harczi (Kiskunfélegyházi AC)           | Braun Éva (BSE)                            | Holló Zsolt (TuS 08 Reinberg )–Turbók Attila (VÖEST Linz )                 | Bátorfi Csilla (FC Langweid )–Tóth Krisztina (Statisztika Petőfi SC)               | Bátorfi Zoltán (Spvg Niedermark )–Tóth Krisztina (Statisztika Petőfi SC)             |
| 1995           | Zsolt Harczi (Kiskunfélegyházi AC)           | Tóth Krisztina (Statisztika Petőfi SC)     | Holló Zsolt–Németh Károly (Postás SE)                                      | Bátorfi Csilla (FC Langweid )–Tóth Krisztina (Statisztika Petőfi SC)               | Somosi Miklós (Kiskunfélegyházi AC)–Wirth Veronika (Statisztika Petőfi SC)           |
| 1996           | Zsolt Harczi (Kiskunfélegyházi AC)           | Tóth Krisztina (Statisztika Petőfi SC)     | Harczi Zsolt–Somosi Miklós (Kiskunfélegyházi AC)                           | Bátorfi Csilla (FC Langweid )–Tóth Krisztina (Statisztika Petőfi SC)               | Németh Károly (Postás SE)–Braun Éva (BSE)                                            |
| 1997           | Németh Károly (Postás-Matáv SE)              | Tóth Krisztina (Statisztika Petőfi SC)     | Németh Károly–Varga Sándor (Postás-Matáv SE)                               | Éllő Vivien–Tóth Krisztina (Statisztika Petőfi SC)                                 | Pagonyi Róbert (BVSC)–Tóth Krisztina (Statisztika Petőfi SC)                         |
| 1998           | Pagonyi Róbert (BVSC)                        | Tóth Krisztina (Statisztika Petőfi SC)     | Németh Károly (TTF Bad Honnef )–Pázsy Ferenc (LRI-Malév SC)                | Bátorfi Csilla (FC Langweid )–Tóth Krisztina (Statisztika Petőfi SC)               | Pázsy Ferenc (LRI-Malév SC)–Molnár Zita (Postás-Matáv SE)                            |
| 1999           | Pázsy Ferenc (Postás-Matáv SE)               | Tóth Krisztina (Statisztika Petőfi SC)     | Németh Károly (TTF Bad Honnef )–Pázsy Ferenc (Postás-Matáv SE)             | Bátorfi Csilla (FC Langweid )–Tóth Krisztina (Statisztika Petőfi SC)               | Gerold Gábor–Erdős Éva (Postás-Matáv SE)                                             |
| 2000           | Demeter Lehel (Kecskeméti Spartacus)         | Tóth Krisztina (Statisztika Petőfi SC)     | Pagonyi Róbert (LRI-Malév SC)–Vitsek Iván (VÖEST Linz )                    | Braun Éva–Molnár Zita (BSE)                                                        | Vitsek Iván (VÖEST Linz )–Éllő Vivien (Statisztika Petőfi SC)                        |
| 2001           | Németh Károly (BVSC)                         | Molnár Zita (BSE)                          | Gerold Gábor–Lindner Ádám (LRI-Malév SC)                                   | Éllő Vivien (Statisztika Petőfi SC)–Molnár Zita (BSE)                              | Lindner Ádám (LRI-Malév SC)–Kertai Rita (Postás-Matáv SE)                            |
| 2002           | Lindner Ádám (Postás-Matáv SE)               | Braun Éva (BSE)                            | Gerold Gábor–Lindner Ádám (Postás-Matáv SE)                                | Fazekas Mária (Statisztika Petőfi SC)–Lovas Petra (Orosházi MTK)                   | Bátorfi Zoltán (Postás-Matáv SE)–Tóth Krisztina (TSV Busenbach )                     |
| 2003           | Demeter Lehel (Kecskeméti Spartacus)         | Fazekas Mária (Statisztika Petőfi SC)      | Demeter Lehel–Zoltán Zoltán (Kecskeméti Spartacus)                         | Fazekas Mária–Molnár Zita (Statisztika Petőfi SC)                                  | Vitsek Iván (VÖEST Linz )–Éllő Vivien (Postás-Matáv SE)                              |
| 2004           | Fazekas Péter (TTC Langenlois )              | Fazekas Mária (Statisztika Petőfi SC)      | Fazekas Péter (TTC Langenlois )–Pázsy Ferenc (SV Plüderhausen )            | Éllő Vivien–Kertai Rita (Postás-Matáv SE)                                          | Vitsek Iván (VÖEST Linz )–Éllő Vivien (Postás-Matáv SE)                              |
| 2005           | Fazekas Péter (TTC Langenlois )              | Fazekas Mária (Statisztika Petőfi SC)      | Fazekas Péter (TTC Langenlois )–Pázsy Ferenc (SV Plüderhausen )            | Fazekas Mária–Georgina Póta (Statisztika Petőfi SC)                                | Zoltán Zoltán (ASVÖ Lavamünd )–Kókai Ágnes (Kecskeméti Spartacus)                    |
| 2006           | Zwickl Dániel (KSV Kapfenberg )              | Georgina Póta (Statisztika Petőfi SC)      | Muskó Péter–Vitsek Iván (ASKÖ Linz Altstadt )                              | Braun Éva–Iszajeva Anna (BSE)                                                      | Zwickl Dániel (KSV Kapfenberg )–Pergel Szandra (Statisztika Petőfi SC)               |
| 2007           | Jakab János (BVSC)                           | Lovas Petra (Postás SE)                    | Gerold Gábor (SPG Ligist/Graz )–Simon Ferenc (TSV Untermberg )             | Pergel Szandra–Georgina Póta (Statisztika Petőfi SC)                               | Lindner Ádám (Celldömölki VSE)–Kertai Rita (Postás SE)                               |
| 2008           | Jakab János (BVSC)                           | Georgina Póta (Statisztika Petőfi SC) (2)  | Muskó Péter–Vitsek Iván (ASKÖ Linz Altstadt )                              | Li Bin–Georgina Póta (Statisztika Petőfi SC)                                       | Zwickl Dániel (BVSC)–Pergel Szandra (Statisztika Petőfi SC)                          |
| 2009           | Jakab János (Levallois SC )                  | Fazekas Mária (Budaörsi SC)                | Muskó Péter–Vitsek Iván (TTC Sachsen Döbeln )                              | Li Bin (TuS Bad Driburg )–Georgina Póta (3B Berlin )                               | Vitsek Iván (TTC Sachsen Döbeln )–Braun Éva (BSE)                                    |
| 2010           | Muskó Péter (PTE-Pécsi EAC)                  | Lovas Petra (Postás SE)                    | Muskó Péter (PTE-Pécsi EAC)–Vitsek Iván (UTTC Oberwart )                   | Li Bin (TuS Bad Driburg )–Georgina Póta (3B Berlin )                               | —                                                                                    |
| 2011           | Jakab János (Borussia Düsseldorf )           | Lovas Petra (TTC Berlin )                  | Fazekas Péter–Kriston Dániel (Celldömölki VSE)                             | Lovas Petra (TTC Berlin )–Pergel Szandra (Budaörsi SC)                             | —                                                                                    |
| 2012           | Fazekas Péter (Celldömölki VSE)              | Georgina Póta (TTC Berlin Eastside ) (3)   | Lindner Ádám (Crvena zvezda Beograd )–Marsi Márton (UTTC Oberwart )        | Georgina Póta–Lovas Petra (TTC Berlin Eastside )                                   | —                                                                                    |
| 2013           | Pattantyús Ádám (TT St. Louis )              | Ambrus Krisztina (SV DJK Kolbermoor )      | Gerold Gábor (KSV Kapfenberg )–Lindner Ádám (USD Apuania Carrara TT )      | Georgina Póta–Lovas Petra (TTC Berlin Eastside )                                   | Kosiba Dániel (Københavns BTK )–Dóra Madarász (Budaörsi SC)                          |
| 2014           | Jakab János (TTC Stockerau )                 | Dóra Madarász (Budaörsi SC)                | Gerold Gábor (SPG Ligist/Graz )–Lindner Ádám (Komló Sport)                 | Pergel Szandra–Dóra Madarász (Budaörsi SC)                                         | —                                                                                    |
| 2015           | Fazekas Péter (Celldömölki VSE)              | Georgina Póta (TTC Berlin Eastside ) (4)   | Fazekas Péter–Kosiba Dániel (Celldömölki VSE)                              | Pergel Szandra (Budaörsi SC)–Dóra Madarász (SVNÖ Ströck )                          | Szudi Ádám (TTC Bietigheim-Bissingen )–Pergel Szandra (Budaörsi SC)                  |
| 2016           | Lakatos Tamás (1. FC Saarbrücken )           | Georgina Póta (TTC Berlin Eastside ) (5)   | Majoros Bence (TTC 1946 Weinheim )–Szita Márton (TTC Frickenhausen )       | Ambrus Krisztina–Nagyváradi Mercédesz (Postás SE)                                  | Nagy Krisztián (PTE-Pécsi EAC)–Nagyváradi Mercédesz (Postás SE)                      |
| 2017           | Ádám Szudi (en) (Borussia Dortmund )         | Dóra Madarász (Szekszárd AC)               | Majoros Bence (Borussia Dortmund )–Ecseki Nándor (TTC Ober-Erlenbach )     | Pergel Szandra (Budaörsi SC)–Dóra Madarász (Szekszárd AC)                          | Kosiba Dániel (Eslövs AI )–Madarász Dóra (Szekszárd AC)                              |
| 2018           | Bence Majoros (Borussia Dortmund )           | Dóra Madarász (Szekszárd AC) (2)           | Ecseki Nándor (TTC Ober-Erlenbach )–Szudi Ádám (Borussia Dortmund )        | Pergel Szandra (Budaörsi SC)–Dóra Madarász (Szekszárd AC)                          | Majoros Bence (Borussia Dortmund )–Pergel Szandra (Budaörsi SC)                      |
| 2019           | Ádám Szudi (en) (SPG Wels )                  | Pergel Szandra (Budaörsi SC)               | Fazekas Péter (Celldömölki VSE)–Magyar László (SV Plüderhausen )           | Bálint Bernadett–Imre Leila (Szekszárd AC)                                         | Fazekas Péter (Celldömölki VSE)–Peterman-Varga Tímea (Budapesti Erdért SE)           |
| 2020 Kecskemét | Ádám Szudi (en) (SPG Wels )                  | Dóra Madarász (CP Lys-lez-Lannoy) (3)      | Ecseki Nándor (TTC Ober-Erlenbach )–Szudi Ádám (SPG Wels )                 | Ambrus Krisztina–Tóth Kata (Budapesti Erdért SE)                                   | Szudi Ádám (SPG Wels )–Pergel Szandra (Budaörsi SC)                                  |
| 2021           | Tamás Lakatos (Amiens STT )                  | Imre Leila (Budapesti Erdért SE)           | Terék Norbert (BVSC-Zugló)–Vitsek Iván (Szegedi AC)                        | Dóra Madarász (CP Lys-lez-Lannoy )–Fazekas Mária (Budaörsi SC)                     | —                                                                                    |
| 2022           | Bence Majoros (Chartres TT )                 | Nagyváradi Mercédesz (TSV Schwabhausen )   | András Csaba (TTC Bad Homburg )–Lakatos Tamás (Amiens STT )                | Dóra Madarász–Fazekas Mária (Budaörsi SC)                                          | Kishegyi Ákos (Városi SE Dunakeszi)–Bálint Bernadett (CSM Victoria Carei )           |
| 2023           | Ádám Szudi (en) (SPO Rouen TT )              | Dóra Madarász (Budaörsi SC) (4)            | Ecseki Nándor (SPG Wels )–Szudi Ádám (SPO Rouen TT )                       | Bálint Bernadett (CSM Victoria Carei )–Nagyváradi Mercédesz (TSV Schwabhausen )    | Ecseki Nándor (SPG Wels )–Dóra Madarász (Budaörsi SC)                                |
| 2024           | Ádám Szudi (en) (SPO Rouen TT )              | Dóra Madarász (Budaörsi SC) (5)            | Nándor Ecseki (SPG Wels )–Ádám Szudi (SPO Rouen TT )                       | Bernadett Bálint (Győri AC)–Mercédesz Nagyváradi (Budapesti Erdért SE)             | Ecseki Nándor (SPG Wels )–Dóra Madarász (Budaörsi SC)                                |
| 2025 Cegléd    | Csaba ANDRÁS (TTC Bad Homburg)               | Georgina Póta (Budaörsi SC) (6)            | Nándor ECSEKI – Ádám SZUDI                                                 | Bernadett Bálint (Győri AC)–Mercédesz Nagyváradi (Budapesti Erdért SE)             | Ádám Szudi (Akademia Zamojska Zamosc)–Szandra Pergel (UTTC Stockerau)                |

## Championnats par équipes

### Palmarès
| Année   | Messieurs                      | Messieurs                                          |                               | Dames                  | Dames |
| Année   | Champion                       | Vice-champion                                      | Champion                      | Vice-champion          |       |
| ------- | ------------------------------ | -------------------------------------------------- | ----------------------------- | ---------------------- | ----- |
| 1924–25 | Mátyásföldi LTC                | MTK                                                |                               |                        |       |
| 1925–26 | MTK                            | KISOSZ                                             |                               |                        |       |
| 1926–27 | MTK                            | ?                                                  |                               |                        |       |
| 1927–28 | Nemzeti SC                     | MTK                                                |                               |                        |       |
| 1928–29 | MTK                            | BSE                                                |                               |                        |       |
| 1929–30 | MTK                            | BSE                                                |                               |                        |       |
| 1930–31 | BSE                            | MTK                                                |                               |                        |       |
| 1931–32 | MTK                            | BSE                                                |                               |                        |       |
| 1932–33 | Duna SC                        | MTK                                                |                               |                        |       |
| 1933–34 | Duna SC                        | MTK                                                |                               |                        |       |
| 1934–35 | Duna SC                        | Újpesti TE                                         |                               |                        |       |
| 1935–36 | Duna SC                        | MTK                                                | Ferencvárosi TC               | MTK                    |       |
| 1936–37 | MTK                            | Duna SC                                            | MTK                           | Ferencvárosi TC        |       |
| 1937–38 | Duna SC                        | MTK                                                | MTK                           | MOVE Széchenyi TE      |       |
| 1938–39 | Vívó és Atlétikai Club         | MTK, Újpesti TE et Duna SC                         | MTK                           | Vívó és Atlétikai Club |       |
| 1939–40 | Újpesti TE                     | Vívó és Atlétikai Club                             | MTK és Vívó és Atlétikai Club |                        |       |
| 1940–41 | Duna SC                        | Vívó és Atlétikai Club, Újpesti TE et Piarista DSE | Vívó és Atlétikai Club        | MOVE Széchenyi TE      |       |
| 1941–42 | Szabadkai ATC                  | Duna SC                                            | Szabadkai ATC                 | MOVE Széchenyi TE      |       |
| 1942–43 | Weiss Manfréd TK               | Szabadkai ATC                                      | MOVE TE                       | Ózdi VKE               |       |
| 1943–44 | Csepeli GyTK                   | Postás SE                                          | Budapesti TK                  | MOVE TE                |       |
| 1945    | Postás SE                      | Vívó és Atlétikai Club                             | Barátság TK                   | Vívó és Atlétikai Club |       |
| 1945–46 | Miskolci MTE                   | Elektromos MSE                                     | Miskolci MTE                  | Mezőkémia SE           |       |
| 1946–47 | Postás SE                      | Kaposvári MTE                                      | Mezőkémia SE                  | Postás SE              |       |
| 1947–48 | Mezőkémia SE                   | Hutter Olaj SC, Postás SE et KAOSZ SE              | Mezőkémia SE                  | Szombathelyi BÜSE      |       |
| 1948–49 | Mezőkémia SE                   | Elida SC                                           | Elektromos MSE                | Mezőkémia SE           |       |
| 1949–50 | Központi Lombik                | Bp. Vörös Meteor                                   | Bp. Vörös Meteor              | Központi Lombik        |       |
| 1950    | Központi Lombik                | Bp. Vörös Meteor                                   | Bp. Vörös Meteor              | Központi Lombik        |       |
| 1951    | SZOT I.                        | Dózsa SE                                           | SZOT I.                       | SZOT II.               |       |
| 1952    | Budapest I.                    | Budapest II.                                       | Budapest I.                   | Budapest II.           |       |
| 1953    | SZOT I.                        | Munkaerőtartalékok SE                              | SZOT II.                      | SZOT I.                |       |
| 1954    | Bp. Vörös Meteor               | IX. ker. Lendület                                  | Vasas MÁVAG                   | Bp. Kinizsi            |       |
| 1955    | Bp. Spartacus                  | Bp. Bástya                                         | Bp. Vasas                     | Bp. Kinizsi            |       |
| 1957    | Vasútépítő Törekvés            | Bp. Vörös Meteor                                   | Bp. Vörös Meteor              | Ferencvárosi TC        |       |
| 1957–58 | Vasútépítő Törekvés            | Bp. Vörös Meteor                                   | Bp. Vörös Meteor              | Ferencvárosi TC        |       |
| 1958–59 | Vasútépítő Törekvés            | Bp. Vörös Meteor                                   | Bp. Vörös Meteor              | Ferencvárosi TC        |       |
| 1959–60 | VM Egyetértés                  | Bp. Vörös Meteor                                   | Bp. Vörös Meteor              | VM Közért              |       |
| 1960–61 | Bp. Vörös Meteor               | Vasútépítő Törekvés                                | Bp. Vörös Meteor              | Ferencvárosi TC        |       |
| 1961–62 | Vasútépítő Törekvés            | Bp. Vörös Meteor                                   | Bp. Vörös Meteor              | Földgép SK             |       |
| 1962–63 | Bp. Vörös Meteor               | Vasútépítő Törekvés                                | Földgép SK                    | Bp. Vörös Meteor       |       |
| 1964    | Vasútépítő Törekvés            | Bp. Vörös Meteor                                   | Bp. Vörös Meteor              | Földgép SK             |       |
| 1965    | BVSC                           | VM Közért                                          | Ferencvárosi TC               | 31. sz. Építők         |       |
| 1966    | BVSC                           | VM Közért                                          | Ferencvárosi TC               | 31. sz. Építők         |       |
| 1967    | BVSC                           | Bp. Spartacus                                      | Ferencvárosi TC               | 31. sz. Építők         |       |
| 1968    | Bp. Spartacus                  | BVSC                                               | Statisztika Petőfi SC         | Ferencvárosi TC        |       |
| 1969    | BVSC                           | Bp. Spartacus                                      | Statisztika Petőfi SC         | Ferencvárosi TC        |       |
| 1970    | Bp. Spartacus                  | BVSC                                               | Statisztika Petőfi SC         | Ferencvárosi TC        |       |
| 1971    | Bp. Spartacus                  | BVSC                                               | Statisztika Petőfi SC         | Ferencvárosi TC        |       |
| 1972    | BVSC                           | Bp. Spartacus                                      | Statisztika Petőfi SC         | Ferencvárosi TC        |       |
| 1973    | Bp. Spartacus                  | BVSC                                               | Statisztika Petőfi SC         | Ferencvárosi TC        |       |
| 1974    | BVSC                           | Bp. Spartacus                                      | Statisztika Petőfi SC         | 31. sz. Építők         |       |
| 1975    | Bp. Spartacus                  | BVSC                                               | Statisztika Petőfi SC         | BSE                    |       |
| 1976    | Bp. Spartacus                  | BVSC                                               | Statisztika Petőfi SC         | BSE                    |       |
| 1977    | Bp. Spartacus                  | BVSC                                               | Statisztika Petőfi SC         | BSE                    |       |
| 1978    | BVSC                           | Bp. Spartacus                                      | Statisztika Petőfi SC         | BSE                    |       |
| 1979    | BVSC                           | Bp. Spartacus                                      | Statisztika Petőfi SC         | BSE                    |       |
| 1980    | BVSC                           | Bp. Spartacus                                      | Statisztika Petőfi SC         | BSE                    |       |
| 1981    | Bp. Spartacus                  | BVSC                                               | Statisztika Petőfi SC         | BSE                    |       |
| 1982–83 | Bp. Spartacus                  | BVSC                                               | Statisztika Petőfi SC         | Tolnai Vörös Lobogó    |       |
| 1983–84 | BVSC                           | Bp. Spartacus                                      | Statisztika Petőfi SC         | Tolnai Vörös Lobogó    |       |
| 1984–85 | Bp. Spartacus                  | BVSC                                               | Statisztika Petőfi SC         | BSE                    |       |
| 1985–86 | BVSC                           | Bp. Spartacus                                      | Statisztika Petőfi SC         | BSE                    |       |
| 1986–87 | Bp. Spartacus                  | BVSC                                               | Statisztika Petőfi SC         | BSE                    |       |
| 1987–88 | BVSC                           | Postás SE                                          | Statisztika Petőfi SC         | Fővárosi Vízművek SK   |       |
| 1988–89 | BVSC                           | Postás SE                                          | Statisztika Petőfi SC         | Fővárosi Vízművek SK   |       |
| 1989–90 | Postás SE                      | BVSC                                               | Statisztika Petőfi SC         | Fővárosi Vízművek SK   |       |
| 1990–91 | BVSC                           | Postás SE                                          | Statisztika Petőfi SC         | BSE                    |       |
| 1991–92 | Kiskunfélegyházi Zöldmező SZSE | Postás SE                                          | Statisztika Petőfi SC         | Diszkrét SE            |       |
| 1992–93 | Kiskunfélegyházi Zöldmező SZSE | Postás SE                                          | Statisztika Petőfi SC         | Postás SE              |       |
| 1993–94 | Kiskunfélegyházi AC            | LRI-Malév SC                                       | Statisztika Petőfi SC         | Postás SE              |       |
| 1994–95 | Kiskunfélegyházi AC            | Postás SE                                          | Statisztika Petőfi SC         | Postás SE              |       |
| 1995–96 | Kiskunfélegyházi AC            | Postás SE                                          | Statisztika Petőfi SC         | Postás SE              |       |
| 1996–97 | Postás-Matáv SE                | LRI-Malév SC                                       | Statisztika Petőfi SC         | BSE                    |       |
| 1997–98 | Postás-Matáv SE                | LRI-Malév SC                                       | Statisztika Petőfi SC         | Postás-Matáv SE        |       |
| 1998–99 | Postás-Matáv SE                | Ceglédi VSE                                        | Statisztika Petőfi SC         | BSE                    |       |
| 1999–00 | Postás-Matáv SE                | Ceglédi VSE                                        | Statisztika Petőfi SC         | BSE                    |       |
| 2000–01 | LRI-Malév SC                   | Kecskeméti Spartacus                               | Statisztika Petőfi SC         | BSE                    |       |
| 2001–02 | Postás-Matáv SE                | BVSC                                               | Statisztika Petőfi SC         | Postás-Matáv SE        |       |
| 2002–03 | BVSC                           | Kecskeméti Spartacus                               | Statisztika Petőfi SC         | Postás-Matáv SE        |       |
| 2003–04 | BVSC                           | Kecskeméti Spartacus                               | Statisztika Petőfi SC         | BSE                    |       |
| 2004–05 | BVSC                           | Kecskeméti Spartacus                               | Statisztika Petőfi SC         | Postás-Matáv SE        |       |
| 2005–06 | Kecskeméti Spartacus           | Celldömölki VSE                                    | Statisztika Petőfi SC         | Postás-Matáv SE        |       |
| 2006–07 | BVSC                           | Celldömölki VSE                                    | Postás-Matáv SE               | Statisztika Petőfi SC  |       |
| 2007–08 | BVSC                           | Celldömölki VSE                                    | Statisztika Petőfi SC         | Postás SE              |       |
| 2008–09 | BVSC                           | Celldömölki VSE                                    | BSE                           | Kecskeméti Spartacus   |       |
| 2009–10 | Celldömölki VSE                | Lombard AC                                         | BSE                           | Postás SE              |       |
| 2010–11 | Celldömölki VSE                | Pénzügyőr SE                                       | Budaörsi SC (de)              | Soltvadkerti TE        |       |
| 2011–12 | Celldömölki VSE                | Szegedi AC                                         | Postás SE                     | Budaörsi SC            |       |
| 2012–13 | Celldömölki VSE                | Budaörsi SC                                        | Budaörsi SC                   | Postás SE              |       |
| 2013–14 | Celldömölki VSE                | PTE-Pécsi EAC                                      | Postás SE                     | Budaörsi SC            |       |
| 2014–15 | Celldömölki VSE                | PTE-Pécsi EAC                                      | Budaörsi SC (de)              | Postás SE              |       |
| 2015–16 | Celldömölki VSE                | PTE-Pécsi EAC                                      | Szekszárd AC                  | Postás SE              |       |
| 2016–17 | PTE-Pécsi EAC                  | Szerva ASE Szécsény                                | Szekszárd AC                  | Postás SE              |       |
| 2017–18 | Celldömölki VSE                | PTE-Pécsi EAC                                      | Szekszárd AC                  | Budaörsi SC            |       |
| 2018–19 | BVSC-Zugló                     | PTE-Pécsi EAC                                      | Szekszárd AC                  | Budaörsi SC            |       |
| 2019–20 | PTE-Pécsi EAC                  | Celldömölki VSE                                    | Budaörsi SC (de)              | Erdért SE              |       |
| 2020–21 | PTE-Pécsi EAC                  | Szerva ASE Szécsény                                | Budaörsi SC (de)              | Erdért SE              |       |
| 2021–22 | PTE-Pécsi EAC                  | Komlói Bányász                                     | Budaörsi SC (de)              | Erdért SE              |       |
| 2022–23 | PTE-Pécsi EAC                  | Celldömölki VSE                                    | Budaörsi SC (de)              | Erdért SE              |       |
| 2023–24 | Soltvadkerti TE                | PTE-Pécsi EAC                                      | Budaörsi SC (de)              | Erdért SE              |       |